# Higashikagura
Higashikagura (東神楽町?) è una cittadina giapponese della prefettura di Hokkaidō.